# Suore francescane dell'Immacolato Cuore di Maria
Le Suore Francescane dell'Immacolato Cuore di Maria (in inglese Franciscan Sisters of the Immaculate Heart of Mary; sigla F.I.H.) sono un istituto religioso femminile di diritto pontificio.

## Storia
Le origini della congregazione coincidono con quelle delle Suore francescane del Cuore Immacolato di Maria, fondate a Pondicherry nel 1844. Il 31 luglio 1946 la sacra congregazione romana di Propaganda Fide autorizzò un gruppo di case situate in Kerala a separarsi dalla casa-madre e a costituirsi in congregazione autonoma.
Jerome M. Fernandez, vescovo di Quilon, emise il decreto di erezione canonica del nuovo istituto il 17 marzo 1947.

## Attività e diffusione
Le suore si dedicano all'educazione e alla formazione cristiana di bambini e giovani, all'assistenza ai malati in ospedali e dispensari e all'attività missionaria.
Oltre che in India, sono presenti in Germania, Giordania, Italia, Stati Uniti d'America; la sede generalizia è a Kollam.
Alla fine del 2015 l'istituto contava 532 religiose in 73 case.